# 李芳幹
李 芳幹（イ・バンガン、至正24年（1364年） - 永楽19年（1421年））は、李氏朝鮮初代国王太祖李成桂の四男。
李氏朝鮮建国後に懐安君に封ぜられた。第一次王子の乱の際鄭道伝の一味を除去した功で、懐安公になった。定宗が即位すると、豊海道西北面の軍を担当。彼は王権に対する野望が強く、軍を起こし、開城に進軍し第二次王子の乱を起こしたが太宗に敗れて、生け捕りにされた。その後彼は配流地を転々とした。
その後、太宗と世宗の配慮で天命を享受し、57歳でこの世を去った。